# أليخاندرو مينينديث
أليخاندرو مينينديث (بالإسبانية: Alejandro Menéndez)‏ هو مدرب كرة قدم ولاعب كرة قدم إسباني، ولد في 12 يوليو 1966 في خيخون في إسبانيا.